# Aguachica
Aguachica – miasto i gmina w Kolumbii, w departamencie Cesar. Miejscowość została założona w 1748 roku.

## Baza hotelowa
- Hotel El Morrocoy[1]
- Hotel Calle Real - INN[2]